# Caprioli (Pisciotta)
Pour les articles homonymes, voir Caprioli (homonymie).
Caprioli est le plus grand village (frazione) de la commune de Pisciotta, dans la province de Salerne, en Italie. Ce lieu fait partie du parc national du Cilento et du Val de Diano, inscrit au patrimoine mondial de l'UNESCO depuis 1997. Sa population est de 403 habitants.

## Histoire
Ce village possède le cénotaphe de Palinurus, un compagnon de voyage d'Énée qui a donné son nom au village de Palinuro, village voisin de celui de Caprioli. Ce cénotaphe a été construit par les Lucaniens sur conseil de l'oracle pour mettre un terme à la malédiction qui s'était abattue sur leur peuple pour avoir tué et cannibalisé Palinurus. Par ailleurs, le nom même de Caprioli vient de ce cénotaphe. L'oracle leur ayant conseillé de sacrifier des animaux, les Lucaniens sacrifiaient régulièrement des chèvres. Le nom de la Tour des chèvres lui fut donc donné et avec les années celui-ci se transforma en Caprioli. Depuis 1930 le cénotaphe est inscrit au patrimoine culturel de Salerne, même s'il n'en reste guère aujourd'hui que quelques ruines.

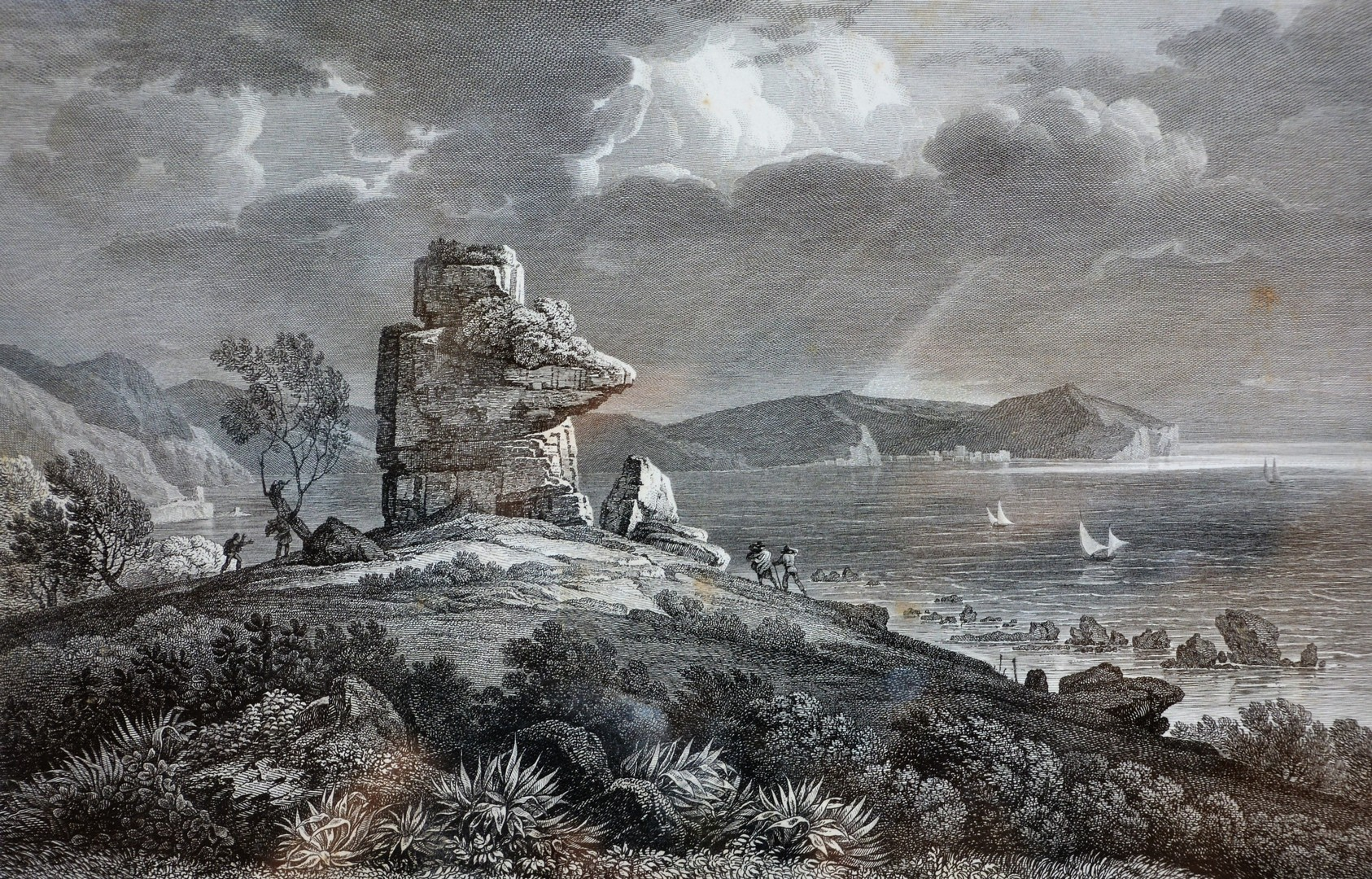
Le cénotaphe de Palinuro par Wilhelm Gmelin, 1815.

## Géographie
Caprioli se trouve sur la côte de la mer Tyrrhénienne, à environ 5 km de Pisciotta et de Palinuro.  Ce village possédait une gare ferroviaire sur la ligne Napoli-Reggio Calabria, mais elle a cessé de fonctionner depuis quelques années.
Cette frazione est composée des contrées (contrade) de Valle di Marco (où se trouvent le cénotaphe et l'ancienne gare), Fornace, Santa Caterina (avec son église), Villa Verde, Pedali et Gabella.
À la frontière avec le village de Palinuro se trouve la Torre Caprioli, une ancienne tour de guet construite au début du XVIIe siècle comme défense contre les invasions des Sarrasins.

## Tourisme

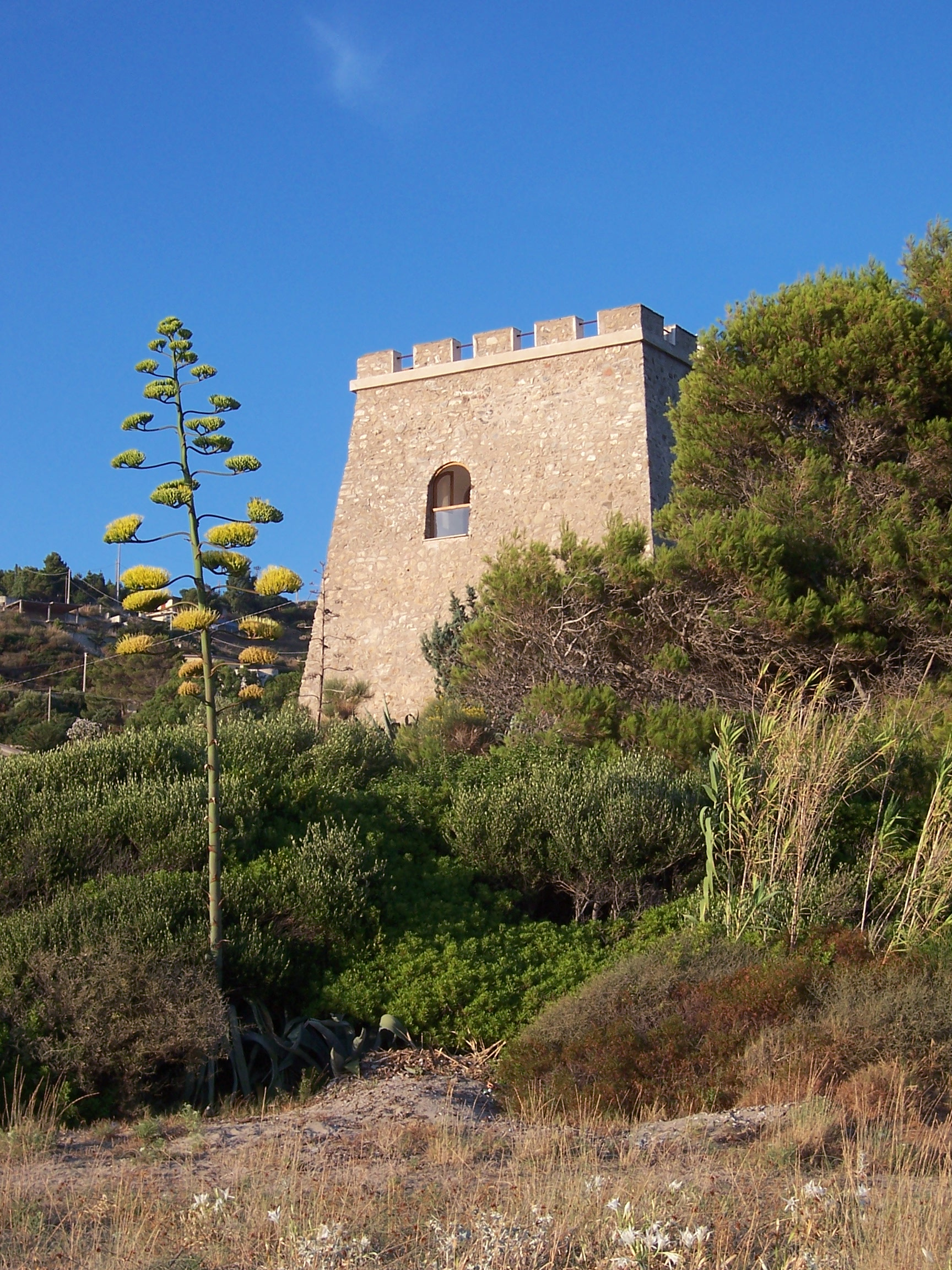
La Torre Caprioli, rénovée en 2005.

Ce village touristique compris dans le parc national du Cilento et du Val de Diano est plutôt visité durant l'été grâce à de bonnes liaisons de transport : la gare voisine de Pisciotta-Palinuro et un bus-navette qui dessert la localité jusqu'à Marina di Camerota. Le long littoral sur lequel se situent ces deux villages est essentiellement composé de plages de sable fin.
C'est par cette gare qu'arrivaient et repartaient les gentils membres (GM) de l'ex-village du club Méditerranée de Palinuro.

## Filmographie
Caprioli a été en 1985 un des lieux de tournage du film Vacanze d'estate (it) de Ninì Grassia, avec comme acteurs principaux Enzo Cannavale, Patrizia Pellegrino et Bombolo. En effet, l'histoire se passe principalement dans ses rues et la scène finale se déroule dans la gare de Caprioli. Toutes les scènes du film ont été tournées entre les localités de Pisciotta, Caprioli et Palinuro, toutes trois situées dans la même région.